# محلة أبو علي القنطرة
محلة أبو علي القنطرة إحدى قرى مركز المحلة الكبرى التابع لمحافظة الغربية بجمهورية مصر العربية.

## التاريخ
قرية محلة أبو علي القنطرة من القرى القديمة، حيث وردت باسم «محلة بو علي القنطرة» في أعمال السمنودية ضمن قرى الروك الصلاحي التي أحصاها ابن مماتي في كتاب قوانين الدواوين، كما وردت باسم «محلة أبي علي القنطرة» في أعمال الغربية ضمن قرى الروك الناصري التي أحصاها ابن الجيعان في كتاب «التحفة السنية بأسماء البلاد المصرية». وردت باسم «محلة أبو علي القنطرة» في التربيع العثماني الذي أجراه الوالي العثماني سليمان باشا الخادم في عصر السلطان العثماني سليمان القانوني ضمن قرى ولاية الغربية، وفي تاريخ 1228هـ/1813م الذي عدّ قرى مصر بعد المسح الذي قام به محمد علي باشا باسم «محلة أبو علي القنطرة» ضمن قرى مديرية الغربية.

## التعليم
تصل نسبة الأمية في القرية إلى 27.05% بين من تجاوزوا العاشرة من عمرهم، بينما تصل نسبة من حصلوا على تعليم جامعي إلى 7.29% من جملة السكان. وترجع أصول أسرة الطبيب المصري الرائد محمد دري باشا (1841 ـ 1900) إلى هذه القرية.

## السكان
بلغ عدد سكان محلة أبو علي القنطرة 61,531 نسمة حسب تقدير عام 2018.
| السنة  | 1882 | 1897 | 1907 | 1927 | 1960   | 1976   | 1986   | 1996   | 2006   | 2018   |
| ------ | ---- | ---- | ---- | ---- | ------ | ------ | ------ | ------ | ------ | ------ |
| القرية | 3934 | 4744 | 5188 | 5630 | 11,765 | 17,565 | 24,229 | 36,817 | 43,051 | 61,531 |

## أعلامها
- محمد عبد الرحيم تره، (1881 - 1931) فقيه مسلم وشاعر وكاتب.